# QSIG
QSIG (Q-Interface Signalling Protocol) ist in der Telekommunikation ein auf ISDN basierendes Signalisierungsprotokoll für die Vernetzung von Telefonanlagen. Die Abkürzung QSIG bedeutet Signalisierung am Q-Referenzpunkt. Der Q-Referenzpunkt ist, in Anlehnung an das ISDN-Referenzmodell, eine Verknüpfungsstelle für private Vermittlungssysteme (siehe ISDN-Referenzpunkte; er wäre dort aus NT2 herauszuführen).

## Aufbau
Die Vernetzung von Telefonanlagen erfolgt in der Regel mit hersteller- oder systemspezifischen Protokollen. Mit diesen proprietären Protokollen lässt sich nahezu der volle Umfang der Leistungsmerkmale der Telefonanlagen auch standortübergreifend, innerhalb des mit der Vernetzung gebildeten Corporate Networks, nutzen. Die Vernetzung von Telefonanlagen unterschiedlicher Hersteller ist ohne ein leistungsfähiges gemeinsames Protokoll nur auf einer niedrigen Ebene (zum Beispiel Rufnummernwahl und Sprechen) möglich. Damit auch Anlagen unterschiedlicher Hersteller mit den zeitgemäßen Leistungsmerkmalen miteinander vernetzt werden können, wurde ursprünglich von der ECMA QSIG entwickelt und vom Europäischen Institut für Telekommunikationsnormen (ETSI) standardisiert. Das QSIG-Protokoll funktioniert ähnlich dem DSS1-Protokoll und ist mit diesem prinzipiell kompatibel. Es bestehen jedoch bei der Realisierung von Leistungsmerkmalen Unterschiede.
Das QSIG-Protokoll wurde auch vom ATM Forum zugrunde gelegt, um ein Signalisierungsprotokoll für ATM-Switches für Sprachverbindungen über ATM-Netze zu definieren.